# Circuito electoral de Valle Medio
El circuito electoral de Valle Medio es uno de los ocho circuitos electorales en los que se divide la provincia de Río Negro para elegir a 24 de sus 46 legisladores provinciales. Cubre la totalidad del territorio de los departamentos Avellaneda y Pichi Mahuida, y sus respectivas localidades. Es el cuarto cuarto electoral en población, con 41.615 votantes registrados en las elecciones provinciales de 2019, por delante de Línea Sur, Atlántico y Alto Valle Este.

## Localidades que lo componen
| Departamento  | Localidad |
| ------------- | --- |
| Avellaneda    | Localidades: - Choele Choel - Lamarque - Luis Beltrán - Chimpay - Coronel Belisle - Darwin - Pomona - Barrio Unión - Chelforó Parajes: - La Japonesa - Colonia Josefa - Fortín Uno |
| Pichi Mahuida | - Río Colorado |

## Legisladores provinciales (desde 1987)
| Año                   | Legislador                   | Partido/Alianza | Partido/Alianza                                           |
| --------------------- | ---------------------------- | --------------- | --------------------------------------------------------- |
| 1987 (4 legisladores) | Serafín Rodríguez            |                 | Unión Cívica Radical                                      |
| 1987 (4 legisladores) | Enrique Euguí                |                 | Unión Cívica Radical                                      |
| 1987 (4 legisladores) | Jorge Cejas                  |                 | Frente para la Victoria (PJ)                              |
| 1987 (4 legisladores) | Norberto Castro Ares         |                 | Partido Provincial Rionegrino                             |
|                       |                              |                 |                                                           |
| 1991 (3 legisladores) | Marta Mayo                   |                 | Unión Cívica Radical                                      |
| 1991 (3 legisladores) | Miguel Pedranti              |                 | Unión Cívica Radical                                      |
| 1991 (3 legisladores) | Miguel González              |                 | Partido Justicialista                                     |
|                       |                              |                 |                                                           |
| 1995 (3 legisladores) | Juan Manuel Accatino         |                 | Alianza por la Patagonia (UCR)                            |
| 1995 (3 legisladores) | Mercedes Amanda Isidori      |                 | Alianza por la Patagonia (UCR)                            |
| 1995 (3 legisladores) | Alcides Pinazo               |                 | Frente para el Cambio (PJ)                                |
|                       |                              |                 |                                                           |
| 1999 (3 legisladores) | Juan Manuel Accatino         |                 | Alianza para el Trabajo, la Justicia y la Educación (UCR) |
| 1999 (3 legisladores) | Delia Edit González          |                 | Alianza para el Trabajo, la Justicia y la Educación (UCR) |
| 1999 (3 legisladores) | Miguel Alberto González      |                 | Frente para el Cambio (PJ)                                |
|                       |                              |                 |                                                           |
| 2003 (3 legisladores) | Delia Dieterle               |                 | Concertación para el Desarrollo (UCR)                     |
| 2003 (3 legisladores) | Oscar Machado                |                 | Concertación para el Desarrollo (UCR)                     |
| 2003 (3 legisladores) | Alcides Pinazo               |                 | Partido Justicialista                                     |
|                       |                              |                 |                                                           |
| 2007 (3 legisladores) | Jesus Zuain                  |                 | Concertación para el Desarrollo (UCR)                     |
| 2007 (3 legisladores) | Graciela Noemí Grill         |                 | Concertación para el Desarrollo (UCR)                     |
| 2007 (3 legisladores) | Luis Eugenio Bonardo         |                 | Frente para la Victoria (PJ)                              |
|                       |                              |                 |                                                           |
| 2011 (3 legisladores) | Ricardo Daniel Arroyo        |                 | Frente para la Victoria (PJ)                              |
| 2011 (3 legisladores) | Irma Banega                  |                 | Frente para la Victoria (PJ)                              |
| 2011 (3 legisladores) | Héctor Hugo Funes            |                 | Concertación para el Desarrollo (UCR)                     |
|                       |                              |                 |                                                           |
| 2015 (3 legisladores) | Juan Carlos Apud             |                 | Juntos Somos Río Negro                                    |
| 2015 (3 legisladores) | Elsa Cristina Inchassendague |                 | Juntos Somos Río Negro                                    |
| 2015 (3 legisladores) | María del Carmen Maldonado   |                 | Frente para la Victoria (PJ)                              |
|                       |                              |                 |                                                           |
| 2019 (3 legisladores) | Mónica Esther Silva          |                 | Juntos Somos Río Negro                                    |
| 2019 (3 legisladores) | Fabio Rubén Sosa             |                 | Juntos Somos Río Negro                                    |
| 2019 (3 legisladores) | Daniel Rubén Belloso         |                 | Frente para la Victoria (PJ)                              |